# Marianne Hediger

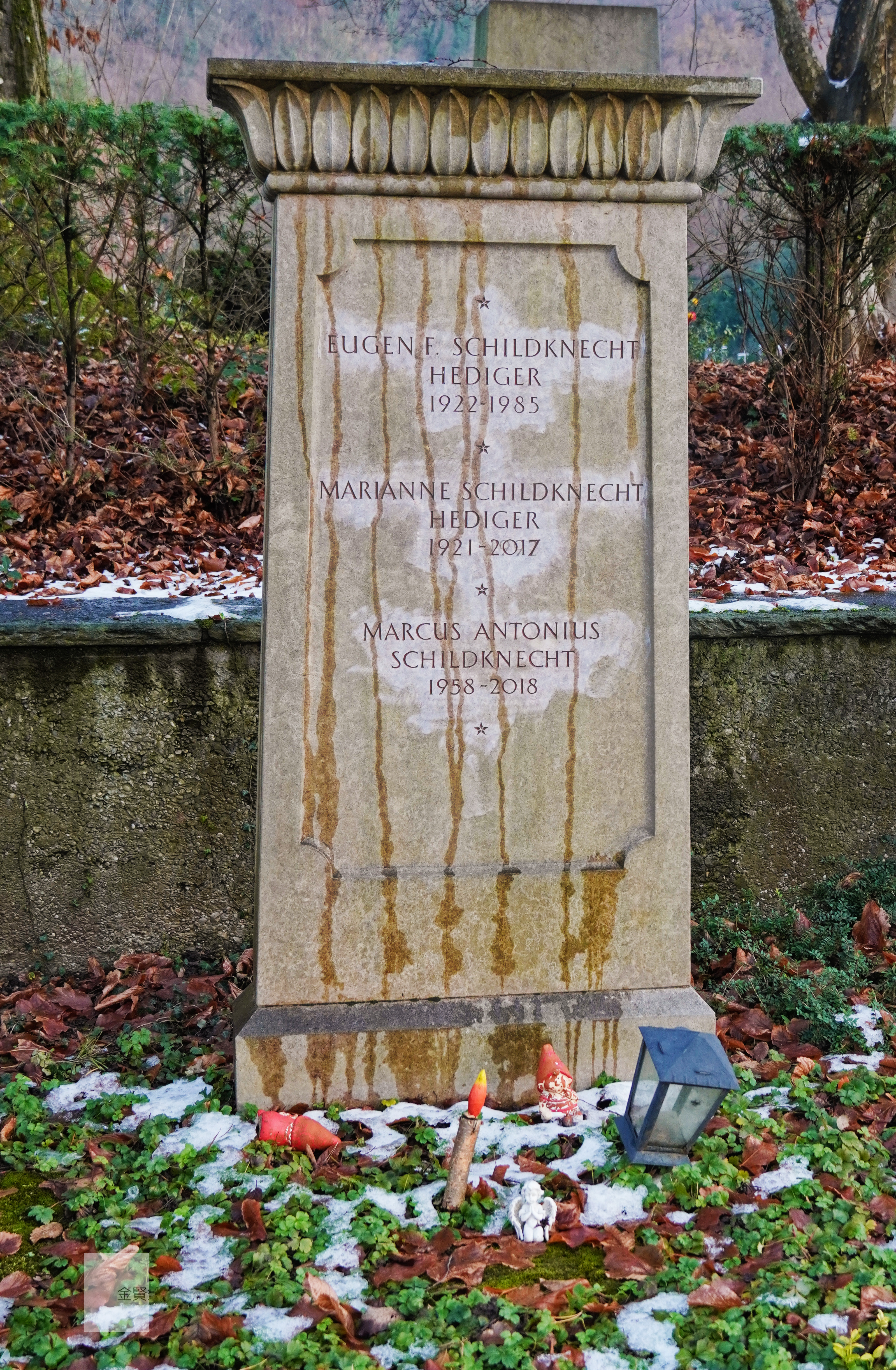
Familiengrab Schildknecht-Hediger auf dem Hörnli

Marianne Waldburga Schildknecht Hediger (* 20. April 1921 in Basel; † 23. Oktober 2017) war eine Schweizer Schauspielerin.
Sie erlangte Bekanntheit durch Schweizer Filme in den 1940er, 1950er und 1960er Jahren wie Hinter den sieben Gleisen (1959), Oberstadtgass (1956), Polizischt Wäckerli (1955). Neben der Filmschauspielerei war sie lange Zeit auch im Theater tätig. Mitte der 1960er Jahre zog sie sich aus dem Schauspielerberuf zurück.
Sie lebte bis zu ihrem Tod 2017 in Basel. Sie war mit Eugen F. Schildknecht (1922–1985) verheiratet und wurde auf dem Friedhof am Hörnli im Riehen beerdigt.

## Filmografie
- 1941: Der letzte Postillon von St. Gotthard
- 1941: Der doppelte Matthias und seine Töchter (Fünfmäderlhaus)
- 1942: Menschen die vorüberziehen...
- 1955: Leben und leben lassen (Polizischt Wäckerli)
- 1956: In allen Gassen wohnt das Glück (Oberstadtgass)
- 1957: Die Zürcher Verlobung
- 1957: Taxichauffeur Bänz
- 1958: Eine Rheinfahrt, die ist lustig (Zum goldenen Ochsen)
- 1959: Hinter den sieben Gleisen
- 1963–1964: Polizischt Wäckerli (Fernsehserie, 8 Folgen)